# スタートレックVI 未知の世界
『スタートレックVI 未知の世界』（スタートレックシックス みちのせかい、Star Trek VI: The Undiscovered Country）は、1991年のアメリカ映画。『宇宙大作戦』（TOS）のレギュラーを中心とした『スタートレック』の劇場版第6作であり、TOSの事実上の完結編。
タイトルはウイリアム・シェイクスピア『ハムレット』の有名な独白に由来している。

## ストーリー
惑星連邦と1世紀以上にわたって敵対してきた粗暴な戦闘民族クリンゴン帝国。ある時、クリンゴン母星の惑星クロノスを周回する衛星プラクシスが過度の鉱物採取のため大爆発を起こし崩壊する。この事態に対処する能力のないクリンゴン人は、地球年で50年以内に滅亡してしまう状況に陥った。
スポック大佐と惑星連邦は、これまで長年敵対関係にあったクリンゴン帝国との和平交渉をするチャンスと考える。スポックはカーク艦長らU.S.S.エンタープライズとともに、和平交渉にやって来るクリンゴンのゴルコン宰相を出迎え、会議場までエスコートする任務に志願する。しかしカーク艦長は自身の息子をクリンゴン人に殺されているため、クリンゴンとの和平には反対していた。
クリンゴン艦とランデブーし、宰相達とのギクシャクとした会食を済ませるが、その直後エンタープライズから光子魚雷が発射され、無防備なクリンゴン艦に命中。連邦の制服を着て重力ブーツを履いた暗殺犯に火炎型フェイザー銃によりゴルコン宰相が暗殺されてしまう。カーク艦長とマッコイ船医は暗殺犯としてクリンゴンに逮捕され、過酷な流刑惑星ルラペンテへ送られてしまう。窮地に立たされたカーク達を救助し、ゴルコン宰相暗殺の真犯人を突き止めクリンゴンと和平を結ぶため、U.S.S.エンタープライズとU.S.S.エクセルシオールが奮戦する。

## 作品解説
『スタートレック』生みの親であるジーン・ロッデンベリーは本作の製作中に死去。同作および『新スタートレック』でスポックが登場するエピソ－ド"UnificationⅠ・Ⅱ"(潜入!ロミュラン帝国 前編・後編)が、ジーン・ロッデンベリーに捧げる追悼作品となった。
本作冒頭の日誌でスールーのフルネームがヒカル・スールーであること、裁判のシーンでカークのミドルネームがタイベリアスであることが初めて劇中で言及された。
1986年の劇場版第4作では「カークが生きている限り連邦とクリンゴンに平和はない！」とクリンゴン大使が激昂するシーンがあるが、続く1987年開始のテレビシリーズ『新スタートレック』はそこから80年後が舞台となり惑星連邦とクリンゴン帝国は同盟関係となっている。本作において「カーク船長が連邦とクリンゴンの仲を取り持った」という経緯を見ることができる。
また作品中で、劇場版第2作に登場したコバヤシマルに言及する台詞がある。さらには『新スタートレック』から登場するクリンゴン人の宇宙艦隊士官ウォーフの先祖（カークとマッコイの弁護士）をウォーフ役のマイケル・ドーンが演じていたり、『スタートレック:ディープ・スペース・ナイン』のオドー役の俳優が別の役柄で出演している。
『スタートレック:ヴォイジャー』の登場人物であるトゥヴォックは、この時代にスールー率いるU.S.S.エクセルシオールに科学士官として搭乗していた。シリーズ30周年記念エピソードである第44話「Flashback（伝説のミスター・カトー）」では、U.S.S.ヴォイジャーのトゥヴォックとキャスリン・ジェインウェイ艦長が過去に飛び、本作の出来事をエクセルシオールからの視点で描く展開になっている。
『宇宙大作戦』の事実上の完結編となっているため、エンドクレジット前にはウィリアム・シャトナー以下主要キャストのサインが流された。
視覚効果が前作では不評であったが、今回はILMが再び多くの視覚効果を担当。加えて『ターミネーター2』のバイク・スタントでワイヤーを消去したパシフィック・データ・イメージズも参加している。合成技術が光学からデジタルに替わり、イマン扮するマルティアが姿を変える場面にやはり『T2』で知名度を上げたモーフィング技術も登場する。

### ホームズとシェイクスピア
シェイクスピア作品の台詞を発しながら遮蔽中でも攻撃可能な新型バード・オブ・プレイで攻撃するチャン将軍に対し、毒舌家のDr.マッコイは対抗策を準備しながら「黙れば金をやる」と毒づく。もともとシェイクスピアがよく引用されるシリーズだが、今回は『ハムレット』から取られた題名（未知の世界）をはじめとしてクリンゴンのゴルコン宰相、チャン将軍ともシェイクスピア・マニア（演じた俳優も揃ってシェイクスピア俳優）という設定で各種引用も多い。
映画の中盤より、犯罪者として捕らえられたカークとマッコイの無実を証明するためスポックらによる犯人探しが展開される。この動きの最初にはシャーロック・ホームズの有名な言葉が引用されるが、謎解きのプロセスは劇場版前5作にはあまり見られなかった要素である。この探偵小説の要素は、1976年の『シャーロック・ホームズの素敵な挑戦』の脚本を書いたこともある監督のニコラス・メイヤーによるものである。なお、ジーン・ロッデンベリーが存命中にも、『新スタートレック』においてデータとジョーディ・ラ＝フォージがホロデッキでホームズとワトソンに扮する話がある（TNG第29話「ホログラムデッキの反逆者」より）。
シェイクスピアとの関わりについては、スペシャルコレクターズ・エディションDVDの特典「シェイクスピアとチャン将軍」でも解説されている。

## キャスト
| 役名                   | テレビ版での役名 （日本） | 俳優                     | 日本語版    | 日本語版 |
| 役名                   | テレビ版での役名 （日本） | 俳優                     | LD・旧DVD版 | 新DVD・BD版 |
| ---------------------- | ------------------------- | ------------------------ | ----------- | --- |
| ジェームズ・カーク     | カーク船長                | ウィリアム・シャトナー   | 大塚明夫    | 矢島正明 |
| スポック               | Mr.スポック               | レナード・ニモイ         | 吉水慶      | 菅生隆之 |
| レナード・マッコイ     | Dr.マッコイ               | ディフォレスト・ケリー   | 仁内建之    | 小島敏彦 |
| モンゴメリー・スコット | チャーリー                | ジェームズ・ドゥーアン   | 藤本譲      | 小林修 |
| ウフーラ               | ウラ                      | ニシェル・ニコルズ       | 小宮和枝    | 朴璐美 |
| ヒカル・スールー       | 加藤                      | ジョージ・タケイ         | 田原アルノ  | 坂東尚樹 |
| パベル・チェコフ       | チェコフ                  | ウォルター・ケーニッグ   | 辻親八      | 樫井笙人 |
| ヴァレリス大尉         |                           | キム・キャトラル         | 勝生真沙子  | 麻生侑里 |
| カートライト提督       |                           | ブロック・ピーターズ     | 大山高男    | 菅原正志 |
| サレク大使             | サレク大使                | マーク・レナード         | 田原アルノ  | 納谷悟朗 |
| チャン将軍             |                           | クリストファー・プラマー | 筈見純      | 麦人 |
| ゴルコン宰相           |                           | デビッド・ワーナー       | 麦人        | 佐々木敏 |
| アゼドバー宰相         |                           | ロザンナ・デソート       | 榊原良子    | 丸山真奈実 |
| 大統領                 |                           | カートウッド・スミス     | 山野史人    | 後藤哲夫 |
| エクセルシオ通信士官   |                           | クリスチャン・スレーター |             | |
| マルシア               |                           | イマン・アブドゥルマジド | 深見梨加    | 森永明日夏 |
| ウォーフ               |                           | マイケル・ドーン         | 有本欽隆    | |
| ウエスト               |                           | ルネ・オーベルジョノワ   | 佐藤正治    | |
| その他声の出演         | その他声の出演            | その他声の出演           |             | 入江崇史 廣田行生 瀬下和久 中庸助 辻親八 小池浩司 新垣樽助 石川悦子 小林麻由子 高瀬右光 吉野貴宏 小野大輔 藤原堅一 江川大輔 竹内潤子 |
| 日本語版制作スタッフ   |                           |                          |             | |
| 演出                   | 演出                      | 演出                     | 高橋剛      | 佐藤敏夫 |
| 翻訳                   | 翻訳                      | 戸田奈津子（字幕翻訳）   | 小川裕子    | 小川裕子 |
| 制作                   | 制作                      | 制作                     |             | スタジオ・エコー |

- LD・旧DVD版：キャラクターの呼称は原音に倣ったスコット、ウフーラ、スールーになっている。（ドルビーサラウンド）
- 新DVD・BD版：キャラクターの呼称は従来の吹替版を踏襲したチャーリー、ウラ、加藤になっている。（5.1chサラウンド音声）

## スタッフ
- 監督：ニコラス・メイヤー
- 製作総指揮：レナード・ニモイ
- 製作：ラルフ・ウィンター、スティーブン・チャールズ・ジャッフェ
- 音楽：クリフ・エイデルマン
- 撮影監督：ヒロ・ナリタ
- SFX：ILM
- 創作：ジーン・ロッデンベリー
- 美術監督：ハーマン・F・ジマーマン
- 美術：ニーロ・ローディス・ジャミロ
- 衣装：ドディ・シェパード